# Kurinecká dubina
Kurinecká dubina je přírodní rezervace v oblasti Cerová vrchovina.
Nachází se v katastrálním území města Rimavská Sobota v okrese Rimavská Sobota v Banskobystrickém kraji. Území bylo vyhlášeno či novelizováno v letech 1952, 1988 na rozloze 5,9600 ha. Ochranné pásmo nebylo stanoveno.